# A Veteran of the G.A.R.
A Veteran of the G.A.R. è un cortometraggio muto del 1910 prodotto dalla Lubin. Il nome del regista non viene riportato nei credit del film.

## Produzione
Il film fu prodotto dalla Lubin Manufacturing Company.

## Distribuzione
Distribuito dalla Lubin Manufacturing Company, il film - un cortometraggio in una bobina - venne distribuito nelle sale statunitensi il 30 maggio 1910.